# Ekstrakt
Ekstrakt, inaczej wyciąg (łac. Extractum – to co wyciągnięte) – roztwór związków chemicznych uzyskany w efekcie zakończonego procesu ekstrakcji (a nie zwykłego rozpuszczania). Ekstrakt może stanowić gotowy produkt sam w sobie lub też można z niego wyodrębnić czysty związek chemiczny poprzez destylację, wymrażanie lub krystalizację.